# Clara Bow
Clara Gordon Bow (Brooklyn, 29 juli 1905 - Los Angeles, 27 september 1965) was een Amerikaans actrice en sekssymbool.

## Biografie
Clara Bow werd geboren in Brooklyn. Ze was het enige overlevende kind uit een disfunctioneel gezin met psychische aandoeningen en fysieke en mentale mishandeling. Haar moeder was al eerder bevallen van twee kinderen die stierven bij de geboorte. Ze hoopte dat dit ook bij Clara zou gebeuren.
Zij was een echt 'jongensmeisje' en speelde op straat alleen met jongens. Haar beste vriendje Johnny verbrandde levend in haar bijzijn, toen ze slechts 10 jaar oud was. Als ze in films ooit moest huilen, dacht ze aan Johnny.
Clara's moeder Sarah Gordon was een prostituee die leed aan epilepsie. Sarah Gordon had vaak publieke affaires met brandweermannen. Bows vader was bijna nooit thuis. En als hij thuis was, sloeg hij meestal zijn vrouw en dochter. Ook verkrachtte hij Clara toen ze 15 jaar oud was.
Clara stopte met school toen ze pas 7 jaar oud was en wilde graag een carrière in de filmindustrie. Ze won de Fame and Fortune prijsvraag in 1921 en haar prijs was een rol in de film Beyond the Rainbow (1922). Haar scènes werden echter verwijderd uit de film. Wel waren ze weer te zien toen de film gerestaureerd werd.
Clara's ouders stimuleerden haar carrière niet, vooral haar moeder niet. Zij vond dat acteren voor prostituees was en wilde Clara vermoorden toen ze toch actrice wilde worden. Clara werd op een nacht wakker en zag haar moeder over haar heen gebogen met een mes in haar hand. Clara sloot zichzelf op in een kleerkast en bleef daar totdat haar grootmoeder thuis kwam. Vanwege dit incident had ze de rest van haar leven last van geheugenverlies.
Clara kreeg na Beyond the Rainbow een bijrol in Down to the Sea in Ships. Vervolgens werd ze geselecteerd als een van de WAMPAS Baby Stars van 1924. Ze speelde vooral kleine rollen in films en voelde zich schuldig door haar moeders afkeuring. Toen ze in 1923 hoorde dat haar moeder was overleden, gaf ze haar acteercarrière de schuld.
Clara werd ontdekt door een man die haar een screentest in Hollywood aanbood. Men zag aanvankelijk geen talent in haar, maar dacht na deze test hier anders over. Een van Clara's vele talenten was dat ze op commando kon huilen.
Ondanks haar kleine rollen in films, was Clara altijd het hoogtepunt van de film. Toch leek ze nooit hoofdrollen te krijgen. Ze stond er wel bekend om altijd beleefd te zijn op de set. Toen ze genoeg geld had, betaalde ze ook de verhuizing van haar vader naar Hollywood. Hij verscheen echter altijd dronken op haar sets en flirtte met jonge meisjes.
In 1925 werd de film The Plastic Age uitgebracht. De film werd een van de grootste successen die de studio waar ze werkte ooit gekend had en Clara werd een grote ster. Ze verloofde zich ook met haar collega Gilbert Roland. De verloving duurde echter niet lang.
Vervolgens was Clara te zien in Mantrap. De film werd geregisseerd door Victor Fleming, op wie Clara ook verliefd werd, ondanks het feit dat hij twee keer zo oud was als zij. Ze kreeg een affaire met hem toen ze nog steeds verloofd was met Roland.
In 1927 werd haar bekendste film ooit uitgebracht; It. Door deze film werd ze een echt sekssymbool. Ze kreeg hierna affaires met veel mannen, waaronder Béla Lugosi, Gary Cooper, Gilbert Roland, John Wayne, Victor Fleming en John Gilbert.
Al gauw werden haar affaires, haar verslaving aan alcohol en drugs en haar geestelijke labiliteit een groot probleem voor haar studio. Ondanks dat velen dachten dat haar goedkope uitstraling een schande was, werd ze nog altijd geprezen om haar beleefde en vrolijke persoonlijkheid en enthousiasme.
Haar volgende film, Wings, kreeg 's werelds eerste Academy Award voor Beste Film. Hierna daalde Clara's populariteit. Toen de geluidsfilm opdook, waren fans teleurgesteld over haar accent.
Nadat ze in 1932 met Rex Bell trouwde, trok ze zich terug om met hem een gezin te stichten. Het paar kreeg twee zoons; Tony Beldon (1934, veranderde zijn naam later in Rex Anthony Bell, Jr.) en George Beldon Jr. (1938). In 1949 werd het duidelijk dat Clara schizofreen was. Haar man stuurde haar later naar een psychiatrische inrichting. Clara Bow stierf in 1965 aan een hartaanval.

## Trivia
- Prince was een fan. Ze staat getekend op de hoes van Around The World In A Day en wordt vermeld in de tekst van Condition of the heart.